# 條頓葬
條頓葬（拉丁語：Mos Teutonicus，字面涵義為「日耳曼人的習俗」）是一種在中世紀時歐洲曾用過的葬禮習俗，當時人們用這種作法運送及莊嚴地處理有地位的人的屍體。這種葬禮的過程包含了將肉從屍體上除去，以便屍體能衛生地運回死者的故土下葬。

## 背景
在第二次十字軍東征時，人們認為將戰死於沙場或死於自然死因的貴族，埋葬在遠離他們家鄉的穆斯林領地當中，是不合宜的；然而屍體會腐敗，因此將遺體從國外長途運回，是不切實際且不衛生的，而且屍體腐敗的過程，常常會因為氣候因素的影響而加快。

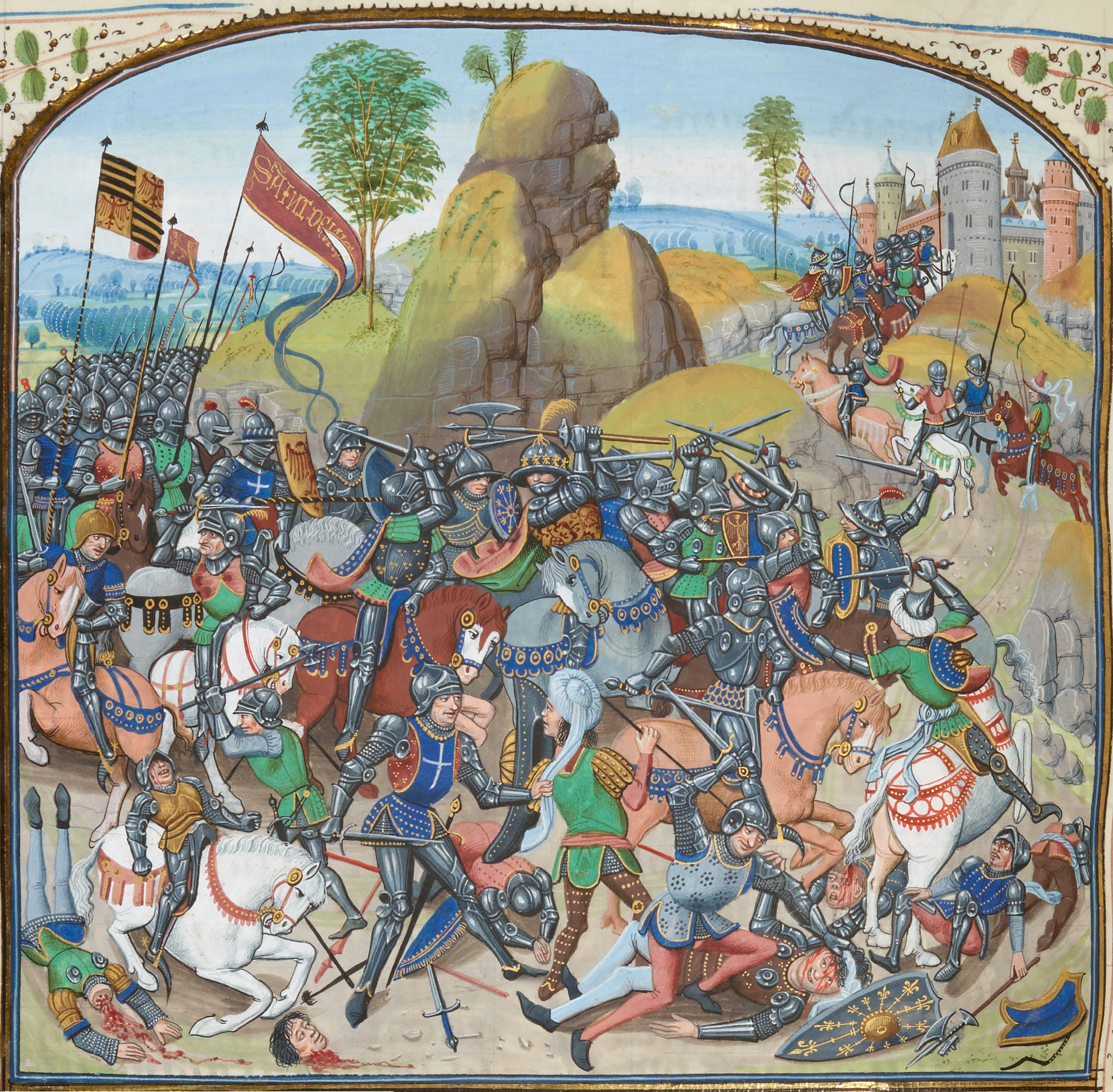
戰鬥中的騎士：條頓葬在中世紀歐洲經常用以保存並運送在遠方的戰場中死去的貴族戰士的遺體。

來自日耳曼地區的貴族對此尤其感到關切，他們更希望他們的葬禮應該在家鄉舉行，而不是在聖地舉行。來自佛羅倫斯地區的史學者本坤潘紐（Boncompagno da Signa）是第一個將此種葬禮習俗與日耳曼地區的貴族做聯繫的人，也是此種習俗的拉丁語原名「Mos Teutonicus」一詞的創造者。
比起條頓葬，當時的英國人和法國人更加偏好遺體保存技術，當時遺體保存的做法，牽涉到將心臟與其他內臟移出，並將之與死者遺體分開埋葬的過程。與遺體保存相比，條頓葬相對來得更加經濟實惠，也更加衛生。
在中世紀的社會，遺體保存非常地受歡迎。當時的人將腐敗的屍體給看作罪惡及邪惡的事務的象徵。遺體保存和條頓葬，以及墳墓上面的人像浮雕，能給人一種靜態的幻覺，並能除去屍體腐朽給人的不快感。
在西元1270年，死於當時屬於穆斯林領地的突尼斯的法國國王路易九世，其遺體使用條頓葬的方式處理，好運回法國。

## 過程
首先，屍體會被支解以方便下一個步驟，接下來，屍體會放在水中或葡萄酒中煮上數個小時這烹煮的過程，能讓屍體的骨肉分離，之後所有剩餘的肉都會從骨頭上面刮除，遺留下完全乾淨的骷髏。肉和內臟可以馬上下葬，或者以鹽保存，就如保存動物的肉一般。骨頭及所有保存下來的肉則會送回死者的家鄉以作為葬禮之用。
中世紀社會的人通常不認為內臟是神聖的，因此將之丟棄的行為，不是個嚴肅的議題，尤其對日耳曼地區的貴族而言，更是如此。

## 禁止
儘管當時的教會敬重此習俗，教宗博義八世由於他對全屍的理想，而對此習俗深痛惡絕。他在1300年的教宗詔書《喪葬令》（拉丁語：De Sepulturis）中禁止了此項習俗。人們常常誤以為這則詔書所禁止的是對人體的支解。而這可能阻礙了解剖學的進展，因為人們擔心，屍體解剖的行為可能會招致反對和處罰，但事實上，《喪葬令》只禁止條頓葬，不禁止一切對屍體的支解。

## 延伸閱讀
- McDonald, Maggie. . New Scientist. December 5, 2001  [2006-05-16]. （原始内容存档于2006-04-27）.
- Brown, Elizabeth A. R. . French Historical Studies (Duke University Press). 1990, 16: 803–832. doi:10.2307/286323.

## 外部連結
- 维基共享资源上的相關多媒體資源：條頓葬